# Thomas Coman

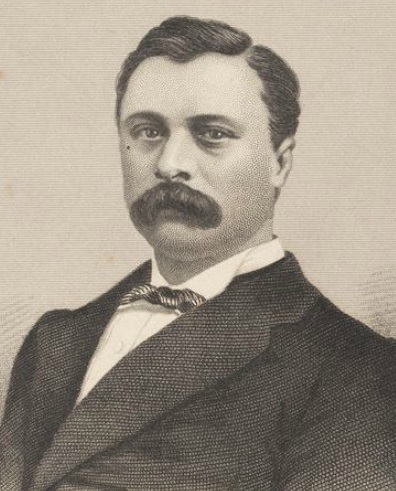
Thomas Coman (1869)

Thomas Coman (* 1836; † 22. Oktober 1909) war ein US-amerikanischer Politiker. Zwischen dem 1. Dezember 1868 und dem 4. Januar 1869 war er kommissarischer Bürgermeister von New York City.

## Werdegang
Die Quellenlage über Thomas Coman ist sehr schlecht. Sicher ist nur, dass er zumindest für einige Zeit in New York City lebte und Mitglied der Demokratischen Partei war. Zwischen 1868 und 1871 war er Vorsitzender des Stadtrats. Nach dem Rücktritt von Bürgermeister John Thompson Hoffman, der zum Gouverneur des Staates New York  gewählt worden war, wurde Coman vom Stadtrat zum kommissarischen Bürgermeister der Stadt ernannt. Seine einzige Aufgabe war es, die fünf Wochen zwischen dem 1. Dezember 1868 und dem 4. Januar 1869 zu überbrücken. Dann trat der neu gewählte Bürgermeister A. Oakey Hall sein Amt an. Das Stadtgebiet von New York erstreckte sich bis 1898 im Wesentlichen auf den heutigen Stadtteil Manhattan.  Nach dem Ende seiner kurzen Zeit als kommissarischer Bürgermeister verliert sich die Spur von Thomas Coman wieder. Es wird nur noch erwähnt, dass er am 22. Oktober 1909 starb.